# روی بورژوا
روی بورژوا (انگلیسی: Roy Bourgeois؛ زادهٔ ۱۵ دسامبر ۱۹۳۸) افسر (ارتش)، فعال حقوق بشر، و کشیش کاتولیک اهل ایالات متحده آمریکا است. وی همچنین بنیانگذار سازمان دیدبان مدرسه آمریکایی و گروه حقوق بشر است.او در سال ۱۹۹۴ برنده جایزه صلح و جایزه صلح آمریکا و نیز نامزد دریافت جایزه نوبل صلح شد.
در سال ۱۹۷۲ کشیش کلیسای کاتولیک روم مری‌نول شد، اما چهل سال بعد به دلیل مشارکت در «یک مراسم» اعطای مقام مذهبی در نهم اوت ۲۰۰۸ به دلیل اعطای مقام کلیسای کاتولیک رومی به یک زن در لکسینگتون، کنتاکی شرعاً طبق قوانین کلیسا از کشیشی خلع شد.
وی همچنین برندهٔ جوایزی همچون پرپل هارت شده‌است.

## زندگی‌نامه
بورژوا در لوتچر، لوئیزیانا در یک خانواده مسیحی کاتولیک بزرگ شد و مدرک کارشناسی خود را از دانشگاه ایالتی لوئیزیانا در رشته زمین‌شناسی گرفت. پس از فارغ‌التحصیلی، بورژوا وارد نیروی دریایی ایالات متحده شد و به مدت چهار سال به عنوان یک افسر نظامی تطبیقی خدمت کرد. او دو سال را در دریا گذراند، یک سال در یک ایستگاه دریایی در اروپا و دو دوره از مأموریت خود را در طول خدمت به مدت یک سال در ویتنام گذراند، در اولین مأموریت او مجروح شد و نشان پرپل هارت دریافت کرد. پس از خروج از نیروی دریایی ایالات متحده آمریکا، بورژوا وارد جامعه مری‌نول شد و در سال ۱۹۶۶ وارد انجمن مبلغان مذهبی کاتولیک و برادران (جامعه کاتولیک مأموریت آمریکا) شد و در سال ۱۹۷۲ طی مراسم مذهبی کاتولیک رومی به عنوان کشیش کاتولیک انتخاب شد.

## زندان فدرال
بورژوازی بیش از چهار سال را در زندان‌های فدرال برای اعتراضات خشونت‌آمیز، از جمله ورود به فورت بنینگ، گذرانده‌است. او همراه با بیش از ۲۴۰ فعال صلح به خاطر فعالیتهایشان در سازمان دیدبان مدرسه آمریکایی و حقوق بشر(SOA/WHINSEC) محاکمه و زندانی شدند.

## جوایز
- جایزه صلح گاندی (۱۹۹۴)
- جایزه صلح فرانسیسکن سال (۱۹۹۶)
- جایزه سالانه خانه صلح (۲۰۱۶)